# Squamoptera zinmani
Squamoptera zinmani är en kackerlacksart som beskrevs av Roth, L. M. 1996. Squamoptera zinmani ingår i släktet Squamoptera och familjen småkackerlackor. Inga underarter finns listade i Catalogue of Life.